# Oakland Athletics
Oakland Athletics – drużyna baseballowa grająca w zachodniej dywizji American League, ma siedzibę w Oakland w stanie Kalifornia. Dziewięciokrotny zwycięzca w World Series.

## Historia

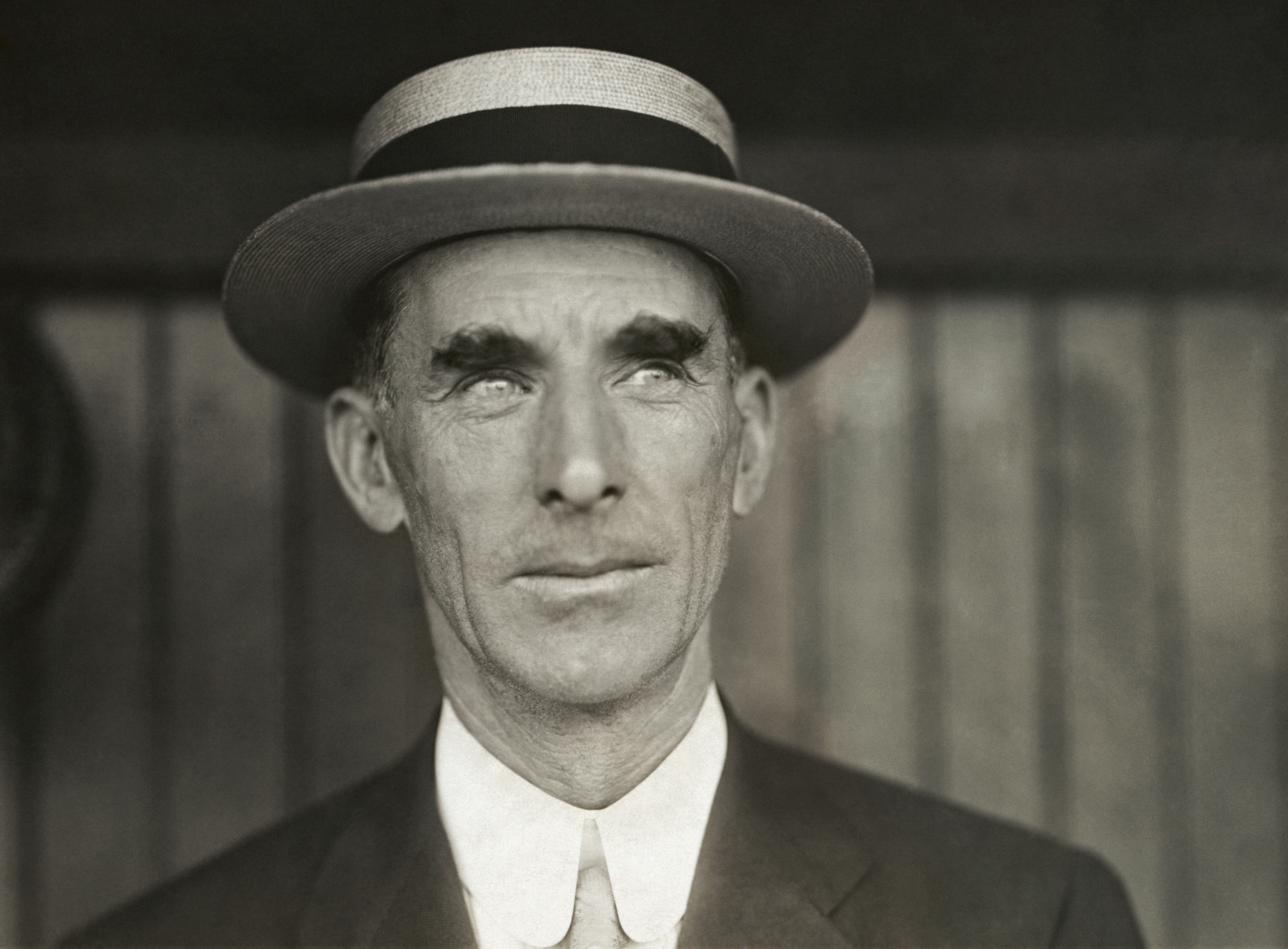
Connie Mack – wieloletni menadżer Philadelphia Athletics.

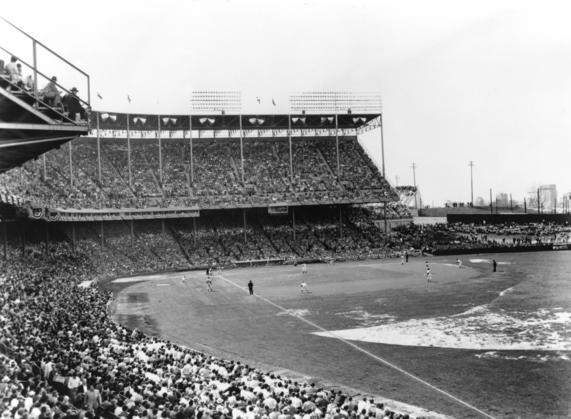
Municipal Stadium w Kansas w stanie Missouri.

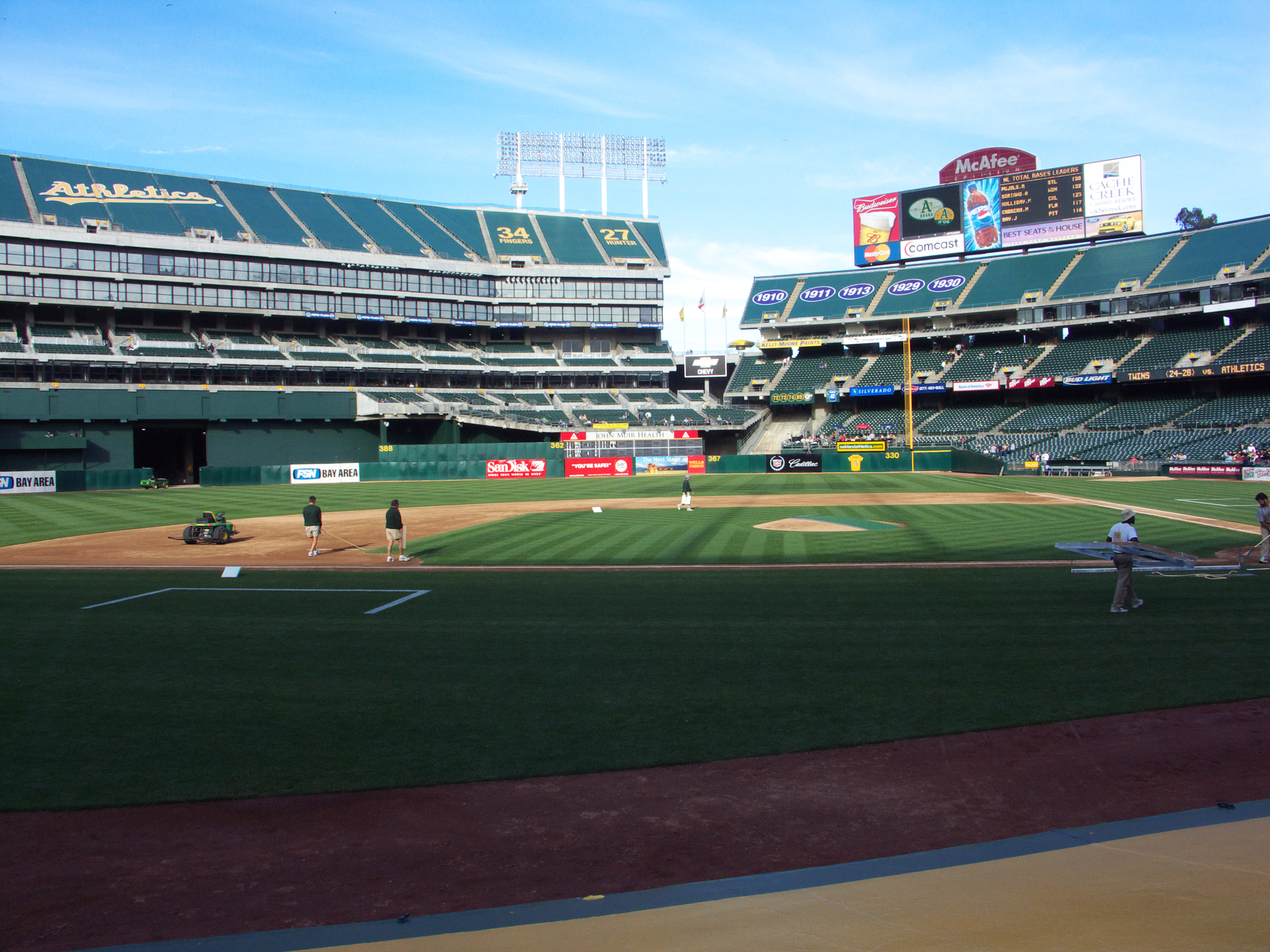
O.co Coliseum

Klub powstał w 1901 w Filadelfii pod nazwą Philadelphia Athletics i przystąpił do rozgrywek nowo utworzonej American League, a jego menadżerem został Connie Mack, który pełnił tę funkcję do 1950 roku. W sezonie 1905 zespół po raz pierwszy zdobył mistrzostwo American League, jednak uległ w World Series New York Giants 1–4. Do 1908 klub rozgrywał swoje mecze na stadionie Columbia Park. W 1909 oddano do użytku nowy obiekt Shibe Park, wybudowany kosztem 450 tysięcy dolarów.
W 1910, 1911 i 1913 Athletics zwyciężali w World Series, mając w składzie między innymi wewnątrzpolowych Stuffy’ego McInnisa, Eddiego Collinsa, Jacka Barry’ego i Home Run Bakera. Czwarte mistrzostwo zespół zdobył w 1929, po pokonaniu Chicago Cubs 4–1. Rok później Athletics zwyciężyli w World Series drugi raz z rzędu. W 1954 roku siedzibę klubu przeniesiono do Kansas City, gdzie występował przez 13 sezonów, ani razu nie uzyskując awansu do postseason.
17 kwietnia 1968 klub rozegrał pierwszy mecz w Oakland na stadionie Oakland Coliseum. W latach siedemdziesiątych XX wieku Athletics zwyciężali w World Series trzy razy z rzędu (1972–1974). W 1989 Athletics po raz ostatni uzyskali awans do World Series, gdzie przeciwnikiem był zespół San Francisco Giants. 17 października 1989 przed meczem numer trzy, w Oakland miało miejsce trzęsienie ziemi o sile 7,1 w skali Richtera, które spowodowało śmierć 67 osób. Początkowo planowano przenieść rozgrywki do innego miasta, jednak serię wznowiono dwanaście dni później w San Francisco; ostatecznie Athletics zwyciężyli 4–3.
W czerwcu 2013 pojawiły się plany przeniesienia siedziby klubu do San Jose.

## Sukcesy
| Tytuł                                               | Liczba | Rok                                                                                            |
| --------------------------------------------------- | ------ | ---------------------------------------------------------------------------------------------- |
| World Series                                        | 9      | 1910, 1911, 1913, 1929, 1930, 1972, 1973, 1974, 1989                                           |
| American League American League Championship Series | 15     | 1902, 1905, 1910, 1911, 1913, 1914, 1929, 1930, 1931, 1972, 1973, 1974, 1988, 1989, 1990       |
| American League West Division                       | 16     | 1971, 1972, 1973, 1974, 1975, 1981, 1988, 1989, 1990, 1992, 2000, 2002, 2003, 2006, 2012, 2013 |

## Zastrzeżone numery
Od 1997 numer 42 zastrzeżony jest przez całą ligę ku pamięci Jackie Robinsona, który jako pierwszy Afroamerykanin przełamał bariery rasowe w Major League Baseball.
| Reggie Jackson OF Zastrzeżony w 2004 | Rickey Henderson OF Zastrzeżony w 2009 | Catfish Hunter P Zastrzeżony w 1991 | Rollie Fingers P Zastrzeżony w 1993 | Dennis Eckersley P Zastrzeżony w 2005 | Walter A. Haas, Jr. Właściciel klubu Uhonorowany w 1995 | Jackie Robinson Wycofany przez MLB Zastrzeżony w 1997 |